# Montanay
Montanay est une commune française située dans la métropole de Lyon, en région Auvergne-Rhône-Alpes.

## Géographie
Établie en grande partie sur le plateau de la Dombes, la commune de Montanay est située en banlieue nord de Lyon.

### Climat
Pour des articles plus généraux, voir Climat d'Auvergne-Rhône-Alpes et Climat du Rhône.
En 2010, le climat de la commune est de type climat océanique altéré, selon une étude du Centre national de la recherche scientifique s'appuyant sur une série de données couvrant la période 1971-2000. En 2020, Météo-France publie une typologie des climats de la France métropolitaine dans laquelle la commune est dans une zone de transition entre le climat semi-continental et le climat de montagne et est dans la région climatique  Bourgogne, vallée de la Saône, caractérisée par un bon ensoleillement (1 900 h/an), un été chaud (18,5 °C), un air sec au printemps et en été et des vents faibles. 
Pour la période 1971-2000, la température annuelle moyenne est de 11,5 °C, avec une amplitude thermique annuelle de 17,8 °C. Le cumul annuel moyen de précipitations est de 851 mm, avec 9,3 jours de précipitations en janvier et 7,3 jours en juillet. Pour la période 1991-2020, la température moyenne annuelle observée sur la station météorologique de Météo-France la plus proche, « Lyon-Bron », sur la commune de Bron à 16 km à vol d'oiseau, est de 13,0 °C et le cumul annuel moyen de précipitations est de 820,8 mm,. Pour l'avenir, les paramètres climatiques de la commune estimés pour 2050 selon différents scénarios d'émission de gaz à effet de serre sont consultables sur un site dédié publié par Météo-France en novembre 2022.

## Urbanisme

### Typologie
Au 1er janvier 2024, Montanay est catégorisée centre urbain intermédiaire, selon la nouvelle grille communale de densité à sept niveaux définie par l'Insee en 2022.
Elle appartient à l'unité urbaine de Lyon, une agglomération inter-départementale regroupant 123  communes, dont elle est une commune de la banlieue,,. Par ailleurs la commune fait partie de l'aire d'attraction de Lyon, dont elle est une commune de la couronne,. Cette aire, qui regroupe 397 communes, est catégorisée dans les aires de 700 000 habitants ou plus (hors Paris),.

### Occupation des sols
L'occupation des sols de la commune, telle qu'elle ressort de la base de données européenne d’occupation biophysique des sols Corine Land Cover (CLC), est marquée par l'importance des territoires agricoles (67,4 % en 2018), en diminution par rapport à 1990 (69 %). La répartition détaillée en 2018 est la suivante : 
terres arables (55 %), zones urbanisées (22,4 %), zones agricoles hétérogènes (6,9 %), forêts (6,6 %), prairies (5,5 %), zones industrielles ou commerciales et réseaux de communication (3,6 %). L'évolution de l’occupation des sols de la commune et de ses infrastructures peut être observée sur les différentes représentations cartographiques du territoire : la carte de Cassini (XVIIIe siècle), la carte d'état-major (1820-1866) et les cartes ou photos aériennes de l'IGN pour la période actuelle (1950 à aujourd'hui).

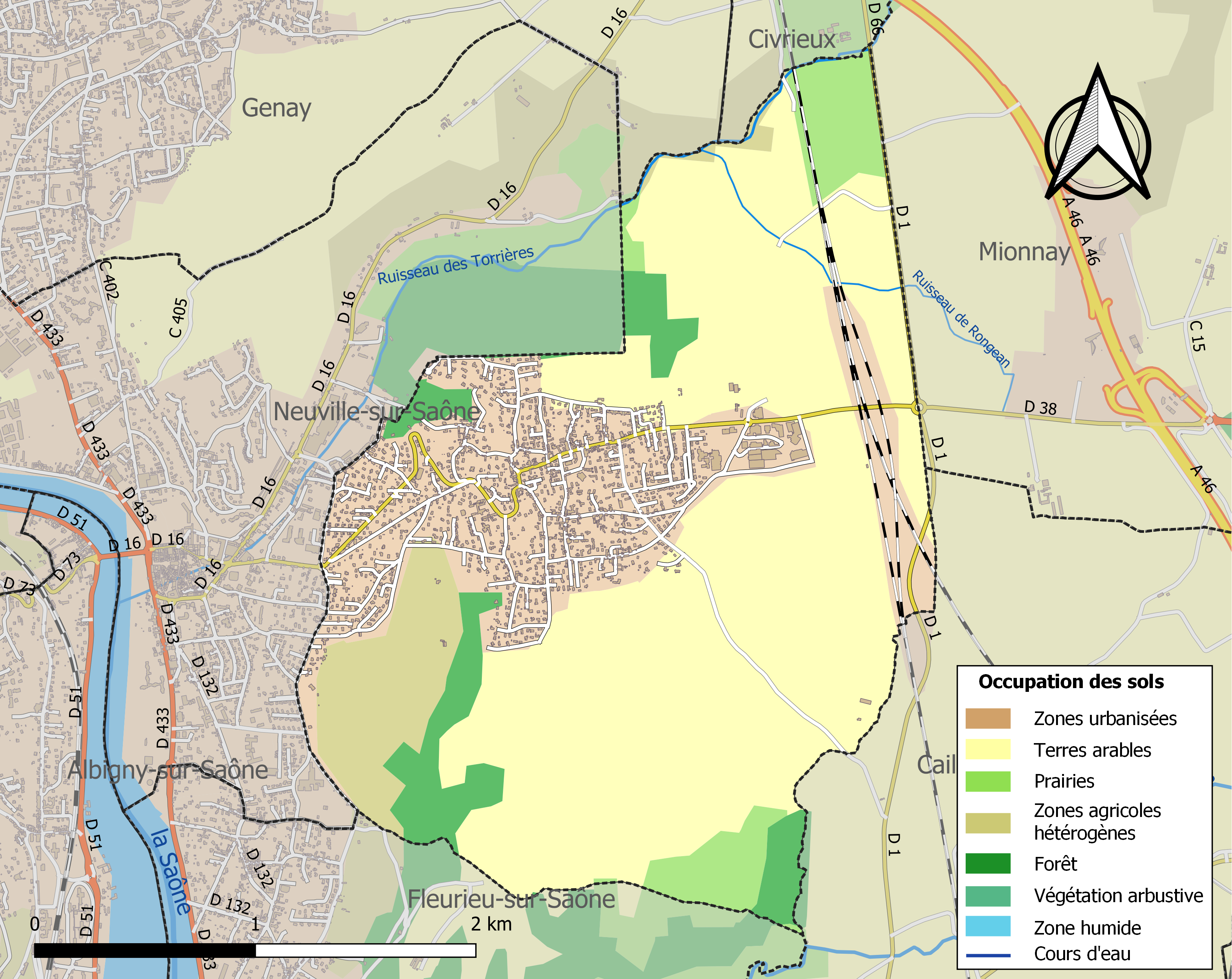
Carte des infrastructures et de l'occupation des sols de la commune en 2018 (CLC).

## Histoire
Les premières mentions du village remontent au Xe siècle, que l'on dénomme alors Montaneisio. L'étymologie est incertaine, on la renvoie au terme montanacum, référence directe à la situation géographique du village, d'autres au nom d'un propriétaire romain qui se serait appelé Montanus. À cette époque, Montanay appartient aux comtes de Forez avant de passer dans les mains des archevêques de Lyon en 1167. On construit l'actuelle église Saint-Pierre, de style roman, en pierres de Couzon et galets de la Dombes. Remaniée au fil des siècles, le porche constitue la principale partie la plus ancienne. À l'intérieur persistent des peintures murales médiévales dans l'abside, qui justifieront son classement au titre des Monuments historiques en 1978.
En 1666, Camille de Neuville l'annexe à son marquisat, après que le village fut passé entre de nombreuses mains de plusieurs seigneurs (Beaujeu, Meximieux, Colombier, notamment). Il y fit construire un château du bois du Parc.
En 1789, avec l'instauration des communes, on sait que Montanay comptait 557 habitants. C'est à cette époque que le château de Camille de Neuville fut détruit.
Au milieu du XIXe siècle, Montanay connait d'importants changements en matière d'infrastructures. On construit notamment la rue Saint-André-de-Corcy en 1852 puis d'un pont à bascule au niveau du chemin du Lavoir en 1854.
Jusqu'en 1967, Montanay faisait partie du département de l'Ain et du canton de Trévoux.
La majeure partie de la commune a été rattachée au département du Rhône et au canton de Neuville-sur-Saône au 1er janvier 1968 par la loi n°67-1205, en même temps que sa voisine Genay, certaines parcelles demeurant toutefois dans le département de l'Ain, rattachées à la commune de Mionnay. La commune de Montanay est intégrée à la communauté urbaine de Lyon lors de sa constitution au 1er janvier 1969.
Le Grand Lyon disparait le 1er janvier 2015, et laisse place à la collectivité territoriale de la métropole de Lyon. La commune quitte ainsi le département du Rhône.

## Politique et administration

### Liste des maires
| Période                                  | Période                       | Identité                    | Étiquette | Qualité                                                     |
| ---------------------------------------- | ----------------------------- | --------------------------- | --------- | ----------------------------------------------------------- |
| mars 1977                                | mars 2008                     | Louis Guillemot (1934-2013) | DVD       | Maraîcher                                                   |
| mars 2008                                | En cours (au 19 janvier 2021) | Gilbert Suchet              | DVD       | Cadre technique BTP retraité Réélu pour le mandat 2020-2026 |
| Les données manquantes sont à compléter. |                               |                             |           |                                                             |

## Population et société

### Démographie
L'évolution du nombre d'habitants est connue à travers les recensements de la population effectués dans la commune depuis 1793. Pour les communes de moins de 10 000 habitants, une enquête de recensement portant sur toute la population est réalisée tous les cinq ans, les populations de référence des années intermédiaires étant quant à elles estimées par interpolation ou extrapolation. Pour la commune, le premier recensement exhaustif entrant dans le cadre du nouveau dispositif a été réalisé en 2004.

En 2022, la commune comptait 3 270 habitants, en évolution de +5,93 % par rapport à 2016 (Rhône : +3,93 %, France hors Mayotte : +2,11 %).
| 1793 | 1800 | 1806 | 1821 | 1831 | 1836 | 1841 | 1846 | 1851 |
| ---- | ---- | ---- | ---- | ---- | ---- | ---- | ---- | ---- |
| 588  | 483  | 663  | 639  | 691  | 648  | 625  | 696  | 714  |

| 1856 | 1861 | 1866 | 1872 | 1876 | 1881 | 1886 | 1891 | 1896 |
| ---- | ---- | ---- | ---- | ---- | ---- | ---- | ---- | ---- |
| 711  | 741  | 806  | 767  | 748  | 708  | 728  | 728  | 692  |

| 1901 | 1906 | 1911 | 1921 | 1926 | 1931 | 1936 | 1946 | 1954 |
| ---- | ---- | ---- | ---- | ---- | ---- | ---- | ---- | ---- |
| 719  | 702  | 670  | 605  | 646  | 650  | 654  | 669  | 740  |

| 1962 | 1968 | 1975 | 1982  | 1990  | 1999  | 2004  | 2006  | 2009  |
| ---- | ---- | ---- | ----- | ----- | ----- | ----- | ----- | ----- |
| 681  | 742  | 961  | 1 257 | 1 835 | 2 335 | 2 508 | 2 661 | 2 728 |

| 2014  | 2019  | 2022  | - | - | - | - | - | - |
| ----- | ----- | ----- | - | - | - | - | - | - |
| 3 004 | 3 230 | 3 270 | - | - | - | - | - | - |

### Enseignement
Montanay est située dans l'académie de Lyon.

## Lieux et monuments
- L'église Saint-Pierre de Montanay est remarquable par son clocher carré massif datant du XIIIe siècle, aussi large que la nef. Il est le seul de la Dombes à remonter à l'époque romane. L'édifice est partiellement classé monument historique[21].

## Personnalités liées à la commune
- Pierre Cormorèche (1924 - 1999), syndicaliste agricole et homme politique français, est né dans la commune.
- Angélique Sartre (2000 - ) éditrice